# Прњавор (Капела)
Прњавор (хрв. Prnjavor) је насељено место у општини Капела, Бјеловарско-билогорска жупанија, Хрватска.

## Историја
До територијалне реорганизације у Хрватској био је у саставу старе општине Бјеловар.

## Становништво
У попису становништва из 2011. године, Прњавор је имао 22 становника.
| Број становника према пописима | Број становника према пописима | Број становника према пописима | Број становника према пописима | Број становника према пописима | Број становника према пописима | Број становника према пописима | Број становника према пописима | Број становника према пописима | Број становника према пописима | Број становника према пописима | Број становника према пописима | Број становника према пописима | Број становника према пописима | Број становника према пописима | Број становника према пописима |
| ------------------------------ | ------------------------------ | ------------------------------ | ------------------------------ | ------------------------------ | ------------------------------ | ------------------------------ | ------------------------------ | ------------------------------ | ------------------------------ | ------------------------------ | ------------------------------ | ------------------------------ | ------------------------------ | ------------------------------ | ------------------------------ |
| 1857                           | 1869                           | 1880                           | 1890                           | 1900                           | 1910                           | 1921                           | 1931                           | 1948                           | 1953                           | 1961                           | 1971                           | 1981                           | 1991                           | 2001                           | 2011                           |
| 0                              | 0                              | 0                              | 23                             | 23                             | 54                             | 77                             | 71                             | 59                             | 73                             | 86                             | 76                             | 58                             | 43                             | 28                             | 22                             |

Напомена: Од 1857. до 1880. а од 1953. до 1981. исказивано под именом Прњавори, а од 1910. до 1948. под именом Мали Подгорци. Од 1857. до 1880. подаци су садржани у насељу Подгорци (Ровишће).